# Чахьо Кумоло
Ча́хьо Кумо́ло (англ. Tjahjo Kumolo; 1 декабря 1957, Суракарта, Центральная Ява — 1 июля 2022, Джакарта) — индонезийский политик, министр внутренних дел Индонезии (2014—2019). Депутат Совета народных представителей Индонезии (1987—1997, 1999—2014). Сторонник Мегавати Сукарнопутри, член созданной ей Демократической партии борьбы Индонезии с момента её основания (1998), генеральный секретарь партии в 2010—2015 годах. Первые годы своей политической карьеры, до падения режима Сухарто, был членом партии Голкар (1987—1998) и активистом просухартовского молодёжного движения.

## Биография
Чахьо Кумоло родился 1 декабря 1957 года в Суракарте. Отец Чахьо, Бамбанг Субандионо (индон. Bambang Soebandiono), был лейтенантом Национальной армии Индонезии, пять раз избирался депутатом Совета народных представителей (СНП). Мать Чахьо, Тоети Слемоон (индон. Toeti Slemoon) также избиралась депутатом СНП. Позже его семья переехала в деревню Млатихарджо в составе округа Восточный Семаранг, город Семаранг. В Семаранге получил среднее образование: в 1970 году окончил начальную школу, в 1974 году — Семарангскую государственную среднюю школу № 4, а в 1976 году — Семарангскую государственную среднюю школу № 1.
После окончания школы поступил на юридический факультет Университета Дипонегоро в Семаранге, который окончил в 1985 году. Позже учился в Национальном институте обороны, окончил его в 1994 году.
В период учёбы в Университете Дипонегоро некоторое время работал в местной центральнояванской газете. Затем был избран руководителем центральнояванского отделения Национального комитета индонезийской молодёжи (НКИМ), фактически молодёжного крыла правящей партии Голкар. В 1990—1993 годах был председателем НКИМ.
В 1987 году впервые избран депутатом СНП, после чего переехал в Джакарту. В парламенте входил во фракцию Голкар, был членом II и III комиссий СНП, а также в Управлении межпарламентского сотрудничества при СНП. В 1997 году не был переизбран на очередных выборах. В 1998 году, после падения режима Сухарто, стал членом Демократической партии борьбы Индонезии (ДПИ-Б), в 1999 году вновь стал депутатом СНП, был заместителем председателя фракции ДПИ-Б (1999—2002), и секретарём фракции (2002—2003).
В 2004 году переизбран депутатом СНП, одновременно стал председателем фракции ДПИ-Б. Вновь получил оба этих поста по итогам выборов 2009 года. В 2010 году также избран генеральным секретарём ДПИ-Б. В 2012 году уступил пост председателя фракции дочери Мегавати Сукарнопутри Пуан Махарани, а в 2015 году его сменил на посту генсека Хасто Кристиянто.
После победы члена ДПИ-Б Джоко Видодо на президентских выборах 2014 года был назначен министром внутренних дел, войдя в состав Рабочего кабинета. Официально принял присягу 27 октября 2014 года.
В 2017 году отказался отстранить от должности губернатора Джакарты Басуки Чахая Пурнама, обвиняемого в богохульстве. Позже в том же 2017 году по его распоряжению был запрещён индонезийский филиал организации Хизб ут-Тахрир аль-Ислами.

### Смерть
Умер 1 июля 2022 года после двухнедельной госпитализации в больнице Абди Валуйо в Джакарте. Причиной его смерти стала полиорганная недостаточность, вызванная астенией, инфекцией лёгких, диабетом и подагрой. До его смерти общественность не знала о его четырёх заболеваниях. В тот же день он был похоронен на военном кладбище героев Калибата. Ему было 64 года, у него осталось трое сыновей.

## Семья
Чахьо Кумоло был женат на Эрни Гунарти (индон. Erni Guntarti), враче по образованию. В их семье трое детей, из них две дочери. Старший ребёнок работает врачом. Средняя дочь — актриса, как и её муж. Младшая дочь — стюардесса авиакомпании Lion Air. По словам Чахьо, его дочь пыталась перейти из Lion Air в Garuda Indonesia, но получила отказ. Когда же 2014 году, после его назначения министром, руководство Garuda Indonesia само предложило Чахьо принять его дочь на работу, отказался уже он, посчитав, что не вправе, как должностное лицо, способствовать карьере своих детей.